# UFC 23
UFC 23: Ultimate Japan   foi um evento dos melhores lutadores do mundo de artes marciais mistas promovido pelo UFC  Ultimate Fighting Championship, ocorrido em 19 de novembro de 1999 no Tokyo Bay NK Hall, em Tóquio, no Japão. O evento foi transmitido em pay per view nos Estados Unidos, por cabo no Japão e mais tarde lançado em VHS.

## Background
O UFC 23 foi o segundo evento da organização realizado na cidade de Tóquio no Japão, em plena época em que os lutadores de uma outra organização, o Pride estavam desfrutando um imenso sucesso. O UFC 23 foi encabeçado por uma grande disputa, a do Cinturão Peso Pesado do UFC entre Kevin Randleman e Pete Williams para decidir quem seria o campeão após a aposentadoria do campeão, Bas Rutten.
O evento também contou com um torneio entre quatro lutadores japoneses, realizada para coroar o primeiro campeão do UFC Japão. O torneio foi o primeiro no UFC desde o UFC 17, e o último torneio já realizado pela história do UFC. A SEG tinha a intenção de separar o UFC Japan da companhia, sendo efetuada por promotores locais, mas devido a problemas financeiros, a falta cooperação dos promotores japoneses, e a ascensão das populares organizações Pride e K-1, a ideia foi abandonada após o UFC 25: Ultimate Japan 3.
UFC 23 foi o primeiro evento do UFC a não ser lançado para home video, como a SEG estava perto da falência e lutando para manter o UFC vivo através do pay per view extremamente limitado nos EUA, bem como a cobertura menor no Brasil e Japão. O UFC 23 agora foi lançado como parte da coleção de DVD (UFC 21–30). Também foi o primeiro a contar com James Werme fazendo as entrevistas de bastidores.
Bas Rutten anunciou no UFC 23 que vagaria seu Título Peso Pesado para que pudesse descer para os médios para tirar Frank Shamrock da aposentadoria para lutar pelo Título Peso Médio.

## Resultados
Nota 1 Pelo Cinturão Peso-Pesado Vago do UFC.

## Torneio do UFC Japão
|  | Semifinais | Semifinais       | Semifinais |                  |       | Final           | Final | Final |  |
|  |            |                  |            |                  |       |                 |       |       |  |
|  | Japão      | Katsuhisa Fujii  | TKO        |                  |       |                 |       |       |  |
|  | Japão      | Katsuhisa Fujii  | TKO        |                  |       |                 |       |       |  |
|  | Japão      | Masutatsu Yano   | 2          |                  |       |                 |       |       |  |
|  | Japão      | Masutatsu Yano   | 2          |                  | Japão | Katsuhisa Fujii | 1     |       |  |
|  |            |                  |            |                  | Japão | Katsuhisa Fujii | 1     |       |  |
|  |            |                  | Japão      | Kenichi Yamamoto | FIN   |                 |       |       |  |
|  | Japão      | Kenichi Yamamoto | Japão      | Kenichi Yamamoto | FIN   | DU              |       |       |  |
|  | Japão      | Kenichi Yamamoto |            |                  |       |                 |       |       |  |
|  | Japão      | Daiju Takase     | 3          |                  |       |                 |       |       |  |

## Ligações Externas
- Resultados do UFC 23 no Sherdog.com

1. ↑  Nota 1